# Peter F. Causey
Peter Foster Causey, född 11 januari 1801 i Sussex County i Delaware, död 17 februari 1871 i Milford i Delaware, var en amerikansk politiker. Han var Delawares guvernör 1855–1859. Som guvernör representerade han Knownothings och tidigare hade han varit aktiv i delstatspolitiken för Whigpartiet.
Causey efterträdde 1855 William H.H. Ross som guvernör och efterträddes 1859 av William Burton.
Causey dog 1871 och gravsattes i Milford i Delaware.